# Xanca pitgroga
La xanca pitgroga (Grallaria flavotincta) és una espècie d'ocell de la família dels gral·làrids (Grallariidae).

## Hàbitat i distribució
Humid sotabosc, espesures de bambú i clars als Andes de l’oest de Colòmbia i oest de l'Equador.